# Raymond Peynet

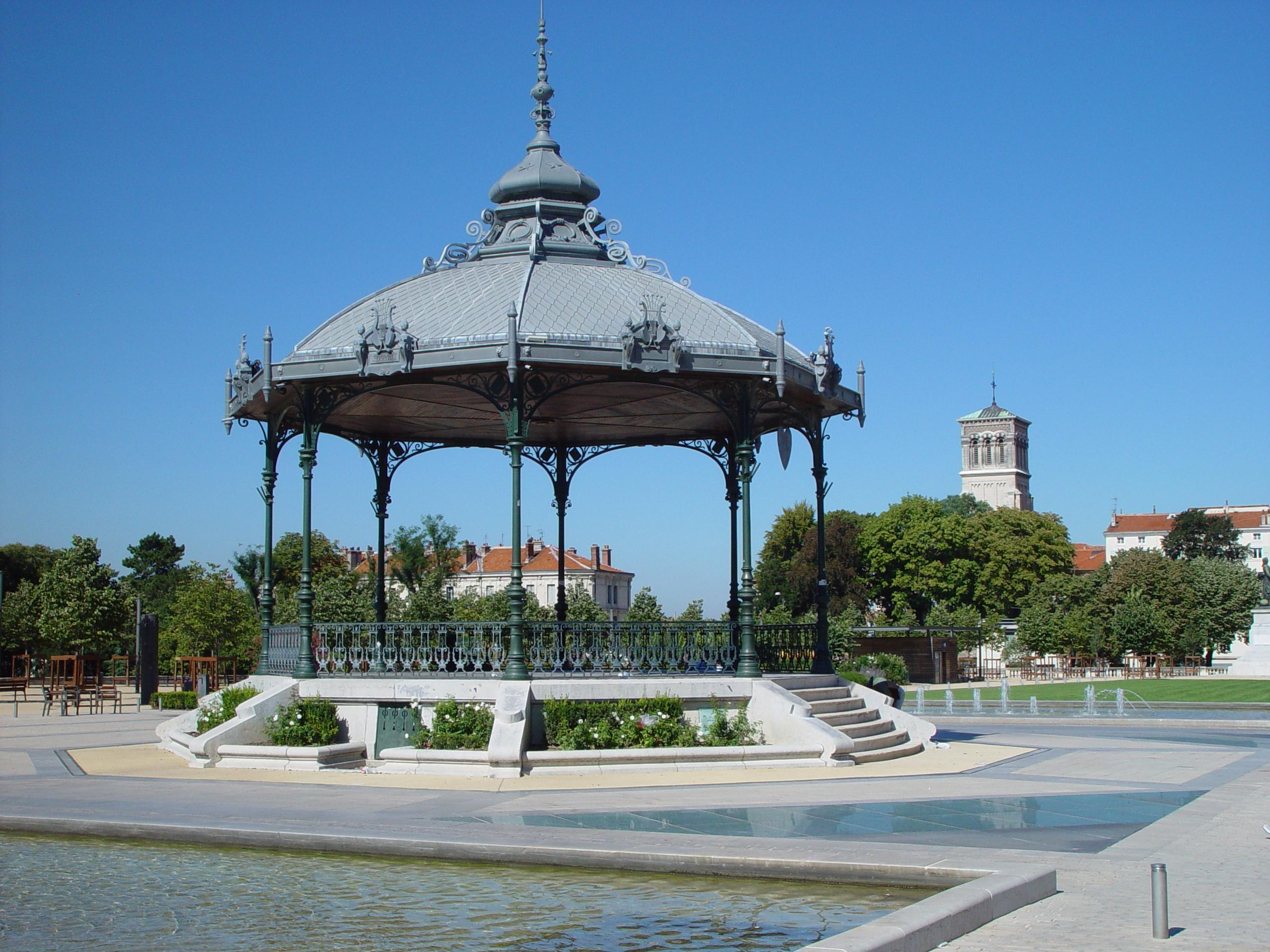
Kiosque Peynet på Marsfältsesplanaden i Valence

Raymond Peynet, född 16 november 1908 i Paris, död 4 januari 1999 i Mougins, var en fransk tecknare. Han är framför allt känt för att skapat paret "De älskande" 1942, vilket har använts i olika sammanhang, bland annat på två upplagor franska frimärken. 
Raymond Peynet började vid 15 års ålder i Germain Pilonskolan, senare École Duperré och École des arts appliqués à l’industrie i Paris. Efter skolutbildningen började han som illustratör för tidskrifter och varuhuskataloger. 
"De älskande", poeten och hans väninna ritades första gången av Raymond Peynet 1942 i Valence, och var inspirerade av en musikpaviljong på orten, som nu kallas Kiosque Peynet. Motivet inspirerade eventuellt i sin tur Georges Brassens till visan "Les amoureux des bancs publics".
Motivet har exploaterats på olika sätt. Under 1960-talen gjorde till exempel firman Les bijoux Murat olika föremål som slipsar och manschettknappar med "De älskande", och dessförinnan hade dockor med paret lanserats och haft försäljningsframgång före lanseringen av Barbiedockan. 
Förutom många bokillustrationer gjorde Raymond Peynet också filmaffischer.
Han var sedan 1930 gift med Denise Damour.